# Myennis tricolor
Myennis tricolor är en tvåvingeart som beskrevs av Friedrich Georg Hendel 1909. Myennis tricolor ingår i släktet Myennis och familjen fläckflugor.
Artens utbredningsområde är Turkmenistan. Inga underarter finns listade i Catalogue of Life.